# Fotbalová reprezentace Kiribati
Fotbalová reprezentace Kiribati reprezentuje Kiribati na mezinárodních fotbalových akcích, jako je Oceánský pohár národů. Vzhledem k tomu, že není členem FIFA (je pouze asociovaným členem OFC), tak se neúčastní kvalifikace na mistrovství světa ve fotbale.